# Wilson-Pilcher

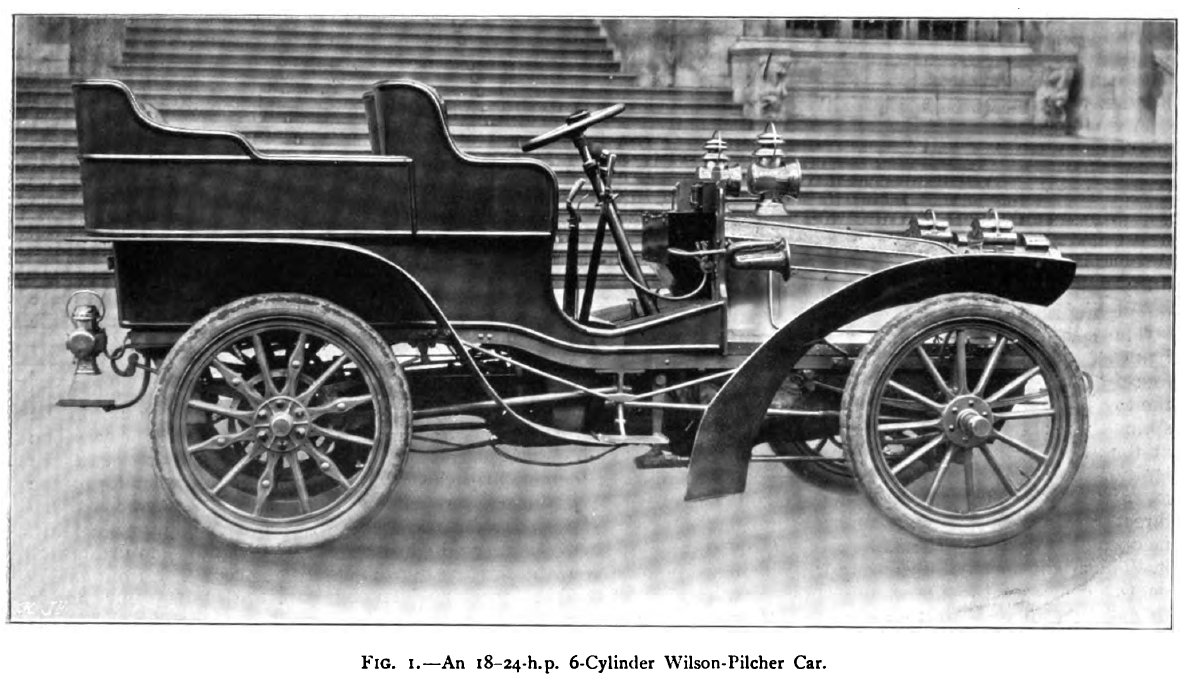
Sześciocylindrowy samochód marki Wilson-Pilcher, produkowany w latach 1904-1907 (już po przejęciu firmy przez koncern Armstrong Whitworth)

Wilson-Pilcher – dawne brytyjskie przedsiębiorstwo zajmujące się produkcją samochodów. Istniało w latach 1901 - 1904 z siedzibą w Londynie. Zostało przejęte przez koncern Armstrong Whitworth.
Początkowo składano model 9 HP z czterocylindrowym silnikiem o pojemności 2400 cm³. W 1903 roku pojawił się model 12/16 HP o pojemności 2694 cm³; a rok później sześciocylindrowy 18/24 HP z silnikiem o pojemności 4041 cm³.